# Česká fotbalová liga 2016/2017
Česká fotbalová liga 2016/2017 byla 26. ročníkem České fotbalové ligy. Po roce se soutěž vrátila k počtu 18 účastníků. Hrálo se systémem každý s každým jednou doma, jednou venku, dohromady 34 kol. Z 2. ligy do ČFL sestoupil tým FK Slavoj Vyšehrad jako 15. celek 2. nejvyšší soutěže. Naopak z divizí postoupily FK Hořovicko, FC Olympia Hradec Králové a FK Litoměřicko, které soutěž převzalo od vítězného týmu divize B ASK Lovosice.

## Kluby podle krajů
- Praha: FK Slavoj Vyšehrad, FK Loko Vltavín
- Plzeňský: TJ Jiskra Domažlice, FK Tachov
- Ústecký: FK Litoměřicko
- Jihočeský: FC Písek,  FC MAS Táborsko B
- Středočeský: FK Králův Dvůr, SK Zápy, FK Hořovicko, FK TJ Štěchovice, SK Viktoria Jirny, SK Benešov, FK Dobrovice, SK Benátky nad Jizerou
- Pardubický: MFK Chrudim
- Královéhradecký: SK Převýšov, FC Olympia Hradec Králové

## Konečná tabulka
| Poř. | Tým                           | Z  | V  | VP | PP | P  | VG | OG | B   |
| ---- | ----------------------------- | -- | -- | -- | -- | -- | -- | -- | --- |
| 1.   | SK Viktorie Jirny             | 34 | 21 | 5  | 4  | 4  | 79 | 41 | 71* |
| 2.   | FC Olympia Hradec Králové (N) | 34 | 20 | 4  | 2  | 8  | 72 | 34 | 70  |
| 3.   | FK Loko Vltavín               | 34 | 22 | 1  | 0  | 11 | 77 | 53 | 68  |
| 4.   | FK Králův Dvůr                | 34 | 18 | 3  | 4  | 9  | 55 | 33 | 64  |
| 5.   | FK Tachov                     | 34 | 20 | 1  | 2  | 11 | 77 | 58 | 64  |
| 6.   | MFK Chrudim                   | 34 | 19 | 1  | 3  | 11 | 61 | 38 | 62  |
| 7.   | SK Převýšov                   | 34 | 16 | 3  | 8  | 7  | 52 | 34 | 62  |
| 8.   | FK TJ Štěchovice              | 34 | 12 | 9  | 2  | 11 | 56 | 53 | 56  |
| 9.   | TJ Jiskra Domažlice           | 34 | 14 | 3  | 3  | 14 | 62 | 54 | 51  |
| 10.  | FC Písek                      | 34 | 13 | 2  | 6  | 13 | 53 | 56 | 49  |
| 11.  | SK Zápy                       | 34 | 14 | 1  | 5  | 14 | 68 | 53 | 49  |
| 12.  | FK Dobrovice                  | 34 | 12 | 5  | 3  | 14 | 59 | 58 | 49  |
| 13.  | FK Slavoj Vyšehrad (S)        | 34 | 13 | 2  | 3  | 16 | 60 | 70 | 46  |
| 14.  | FK Litoměřicko (N)            | 34 | 10 | 4  | 4  | 16 | 39 | 65 | 42  |
| 15.  | SK Benátky nad Jizerou        | 34 | 9  | 5  | 3  | 17 | 40 | 55 | 40  |
| 16.  | SK Benešov                    | 34 | 8  | 4  | 1  | 21 | 47 | 76 | 33  |
| 17.  | FC MAS Táborsko B             | 34 | 7  | 0  | 2  | 25 | 35 | 97 | 23  |
| 18.  | FK Hořovicko (N)              | 34 | 2  | 3  | 1  | 28 | 21 | 85 | 13  |

- klubu SK Viktorie Jirny bylo odečteno 6 bodů z rozhodnutí FAČR ohledně neuhrazených dluhů (*)
- klub SK Viktorie Jirny neměl zájem o postup do FNL, postupové nabídky využil klub FC Olympia Hradec Králové

- Z = Odehrané zápasy; V = Vítězství; R = Remízy; P = Prohry; VG = Vstřelené góly; OG = Obdržené góly; B = Body

|  | Postup do FNL 2017/18                      |
|  | Sestup do Divize A, Divize B nebo Divize C |